# Tommy Douglas
Thomas Clement "Tommy" Douglas, (20 octubre 1904 a 24 febrer 1986) va ser un escocès de naixement ministre Baptista, i polític canadenc socialdemòcrata. Va ser elegit membre de la Cambra dels Comuns del Canadà el 1935 com a membre de la Federació Cooperativa de la Commonwealth (CCF) del partit.
Va ser elegit membre de la Cambra dels Comuns canadenca el 1935 com a membre del partit Federació cooperativa de la Commonwealth (CCF). Va sortir de la política federal per esdevenir el líder de la CCF Saskatchewan i després el setè Premier de Saskatchewan des de 1944 fins a 1961. El seu govern va ser el primer govern democràtic socialista a Amèrica del Nord, i va introduir al continent el primer pagador únic, programa universal de cura de la salut. Després de configurar el programa de Medicare de Saskatchewan, va renunciar com a primer ministre i va portar el recentment format Nou Partit Democràtic federal, successor del partit CCF Nacional. Douglas va ser elegit com el seu líder federal per primera vegada el 1961. Encara que mai va portar el partit al govern, a través de gran part del seu mandat, el partit va portar l'equilibri de poder a la Cambra. Va ser conegut per ser la veu principal de l'oposició a la inposició de la Llei de Mesures de Guerra, durant la Crisi d'Octubre de 1970. Va dimitir com a líder l'any següent, però es va mantenir com a membre del Parlament fins a 1979. Va ser guardonat amb nombrosos doctorats honoris causa i una fundació porta el seu nom i el del seu mentor polític M J. Coldwell des del 1971. El 1981, va ser investit en l'Orde del Canadà, i va esdevenir un membre del Consell Privat del Canadà el 1984. Va morir el 1986 després d'una batalla amb el càncer. El 2004, un programa de la televisió CBC el va nomenar "El canadenc més gran", basat en una enquesta sobre el suport de l'espectador.

## Primers anys
Douglas va néixer a Falkirk, Escòcia, el 1904, fill d'Annie (Clement de soltera) i Thomas Douglas, un forjador que va lluitar en la Guerra dels Boers. El 1910, la seva família va emigrar al Canadà, on es van establir a Winnipeg. Poc abans d'abandonar Escòcia, Douglas va caure i es va lesionar el genoll dret. L'osteomielitis hi va arrelar i es va sotmetre a una sèrie d'operacions a Escòcia, en un intent de curar la malaltia. Més tard, però, a Winnipeg, l'osteomielitis esclatà de nou i Douglas va ser enviat a l'hospital. Els metges allà els va dir als seus pares que la seva cama hauria de ser amputada. Afortunadament, un cirurgià ortopèdic conegut es va interessar en el cas i va acordar tractar el nen de franc si els seus pares permetien als estudiants metges observar. Després de diverses operacions, la cama de Douglas va ser salvada. Aquesta experiència el va convèncer que l'atenció mèdica ha de ser gratuïta per a tots. "Vaig sentir que cap nen hauria d'haver de dependre tant per la seva cama com per la seva vida de la capacitat dels pares per recaptar diners suficients per portar un cirurgià de primera classe al seu costat", Va dir, Douglas, en una entrevista molts anys després.
Durant la Primera Guerra Mundial, la família va tornar a Glasgow. Van tornar a Winnipeg a finals de 1918, a temps perquè Douglas fos testimoni de la vaga general de Winnipeg. Des del terrat al carrer principal, va ser testimoni de la càrrega de la policia contra els vaguistes amb porres i pistoles, un tramvia es va bolcar i va calar foc. També va ser testimoni de com la Reial Policia Muntada va disparar i matar un dels treballadors. Aquest incident va influir Douglas en el futur per consolidar el seu compromís amb la protecció de les llibertats fonamentals en la Declaració de Drets quan era primer ministre de Saskatchewan.
A l'edat de quinze anys, Douglas va començar una carrera a la boxa amateur al One Big Union (OBU) un gimnàs a Winnipeg. Pesava 135 lliures, Douglas va lluitar el 1922 pel campionat de pes lleuger de Manitoba. I després d'una baralla a sis assalts va guanyar el títol. Douglas va patir una fractura al nas, la pèrdua d'algunes dents, i una mà tensa i el polze. Douglas va celebrar amb èxit el títol l'any següent.
El 1930, Douglas es va casar amb Irma Dempsey, estudiant de música al Brandon College. Tengueren una filla, l'actriu Shirley Douglas, i més tard va adoptar una segona filla Joan, que va esdevenir una infermera. El seu net és l'actor Kiefer Sutherland.

## Educació
Va començar l'escola primària a Winnipeg. Va completar la seva educació primària després de tornar a la feina a temps parcial a Glasgow. Va treballar com a noi de sabó en una barberia, fregant escuma a les barbes dures i després va abandonar l'escola secundària als 13 anys després d'aconseguir una feina ben pagada a una fàbrica de suro. El propietari es va oferir a pagar a Douglas l'assistència a l'escola nocturna perquè pogués aprendre els idiomes castellà i portuguès, la qual cosa li permetria convertir-se en un comprador de suro. No obstant això, la família va tornar a Winnipeg quan la guerra va acabar i Douglas va entrar a fer feina com a impressor. Va ser un aprenentatge de cinc anys i treballava com a operador de linotípia finalment va adquirir els papers de jornaler, però va decidir tornar a l'escola per perseguir la seva ambició d'esdevenir un ministre ordenat.

### Brandon College
El 1924, Douglas, que en aquell temps tenia 19 anys, es va matricular a Brandon College, una escola baptista afiliada a la Universitat McMaster, per acabar l'escola secundària i l'estudi de teologia. Durant els sis anys a la universitat, va ser influït pel moviment de l'Evangeli Social, que combina els principis cristians amb la reforma social. De mentalitat liberal els professors de Brandon van encoratjar als estudiants a qüestionar les seves creences religioses fonamentalistes. El cristianisme, van suggerir, estava igual de preocupat per la recerca de la justícia social com era per la lluita per la salvació individual. Douglas va fer un curs en de socialisme a Brandon i va estudiar filosofia grega. Va ser el primer de la seva classe durant els primers tres anys, i després van competir per les medalles d'or en els darrers tres anys amb un estudiant nouvingut anomenat Stanley Knowles. Ambdós van esdevenir ministres de religió i prominents polítics d'esquerra. Douglas va ser molt actiu en activitats extracurriculars. Entre altres coses, va esdevenir un campió polemista, va escriure per al diari de l'escola i va participar en les eleccions del govern estudiantil guanyant com a pal major, o president del cos estudiantil, en el seu últim any.
Douglas va finançar la seva educació a la universitat de Brandon mitjançant la realització de serveis els diumenges a diverses esglésies rurals per 15 $ la setmana. L'escassetat de clergat ordenat obligava a les congregacions més petites a dependre dels estudiants de ministre. Douglas va informar més tard que feia sermons predicant la defensa de la reforma social i l'ajuda als pobres. "La 'Bíblia és com un contrabaix", va dir, "es pot fer sonar gairebé qualsevol melodia que es desitgi." Va afegir que el seu interès per les qüestions socials i econòmiques el va portar a predicar sobre "la construcció d'una societat i la construcció d'institucions per elevar la humanitat". També va guanyar diners fent monòlegs divertits i recitacions de poesia als sopars de l'església i a les reunions del club de servei per cinc dòlars la representació. Durant el seu segon i tercer any al Col·legi, va predicar en una església presbiteriana a Carberry, Manitoba. Allí va conèixer a la filla d'un granger anomenat Irma Dempsey qui més tard es convertiria en la seva esposa.

### Tesi de grau de llicenciat sobre l'eugenèsia
Douglas es va graduar a la universitat Brandon el 1930, i va completar la seva llicenciatura (MA) en Sociologia per la Universitat de McMaster el 1933. La seva tesi titulada "Els problemes de la família subnormal" aprovava l'eugenèsia. La tesi proposa un sistema que demanaria a les parelles que es volen casar un certificat de ser mentalment i moralment convenients. Els que es considerin "subnormals" a causa de la baixa intel·ligència, la laxitud moral o les malalties venèries serien enviats a granges estatals o campaments, mentre que els jutjats com a deficients mentals o malalts incurables s'esterilitzarien.
Douglas esmentà poques vegades la seva tesi més tard en la seva vida i el seu govern no va promulgar polítiques eugenèsiques encara que hi va haver dues revisions oficials del sistema de salut mental de Saskatchewan recomanant un programa en aquest sentit quan va esdevenir primer ministre i ministre de Salut. En aquest moment, molts van qüestionar l'eugenèsia després que l'Alemanya nazi hagués abraçat crear una "raça superior". En el seu lloc, Douglas implementà la formació professional dels discapacitats mentals i el tractament per a les persones que pateixen trastorns mentals.

### Doctorat d'investigació a Chicago
L'estiu de 1931, Douglas va continuar els seus estudis de sociologia a la Universitat de Chicago. Mai va completar la seva tesi de doctorat, però estava profundament pertorbat pel seu treball de camp a l'era de la depressió, quan "selves" o campaments de rodamóns on prop de 75.000 transeünts es van refugiar en coberts aventurant-se de dia a pidolar o robar. Douglas entrevistà homes que qualque vegada van pertànyer a la classe mitjana nord-americana --- empleats bancaris, advocats i metges. "Hi havia petites cuines populars administrades per l'Exèrcit de Salvació i les esglésies", va dir Douglas després. "A la primera mitja hora que havien de netejar. Després d'això no hi havia res ... És impossible descriure la desesperança ". Douglas va ser pertorbat per igual pel fet que els membres del Partit Socialista es van asseure al voltant citant a Marx i Lenin, a l'espera d'una revolució mentre es negaven a ajudar els indigents. "Aquesta experiència em va fer rebutjar els absolutistes", va dir Douglas. "No tinc paciència amb la gent que vol seure i parlar sobre un projecte de societat i no fer res".

## Des del púlpit a la política
Dos mesos després que Douglas es graduàs a la universitat de Brandon, es va casar amb Irma Dempsey i els dos es van mudar a la petita ciutat de Weyburn, Saskatchewan, on va esdevenir un ministre ordenat de l'Església Baptista del Calvari. [32] Irma tenia 19 anys, mentre que Douglas en tenia 25. Amb l'inici de la Gran Depressió, Douglas va esdevenir un activista social a Weyburn, i es va unir al nou partit polític Co-operative Commonwealth Federation (CCF). Va ser elegit membre de la Cambra dels Comuns canadenca en l'elecció federal de 1935.
Durant el setembre 1939 la Casa dels Comuns debaté si havia d'entrar a la guerra, Douglas, que havia visitat l'Alemanya nazi el 1936 i estava indignat pel que va veure, recolzà anar a la guerra contra Hitler. Ell no era un pacifista i va exposar les seves raons:
| «               | (anglès) If you accept the completely absolutist position of the pacifist, then you are saying that you are prepared to allow someone else who has no such scruples to destroy all the values you've built up. This is what I used to argue with Mr. Woodworth. .. if you came to a choice between losing freedom of speech, religion, association, thought, and all the things that make life worth living, and resorting to force, you'd used force. What you have internationally is what you have within a nation. You must have law and order, and you must have the necessary military means to enforce that law and order. | (català) Si acceptau la posició completament absolutista del pacifista, llavors estau dient que vos estau disposat a permetre que una altra persona que no té aquests escrúpols pugui destruir tots els valors que heu acumulat. Això és el que solia discutir amb el Sr Woodworth... si vos heu arribat a una elecció entre la pèrdua de la llibertat d'expressió, de religió, d'associació, de pensament, i totes les coses que fan la vida digna de ser viscuda, i utilitzar la força, llavors heu utilitzat la força. A nivell internacional és el mateix que dins una nació. Vos heu de tenir llei i ordre, i heu de disposar dels mitjans militars necessaris per fer complir la llei i l'ordre. | » |
| — Tommy Douglas | | |   |

La posició de Douglas i Coldwell va ser adoptada finalment pel Consell Nacional del CCF, però no amonestaren el suport de Woodworth al pacifisme, i li van permetre presentar-ho a la Cambra. Douglas va assistir a Woodsworth, durant el discurs del seu líder, li va aguantar les pàgines i les va voltar, tot i que no estava d'acord amb ell. Woodsworth havia patit un accident vascular cerebral a principis d'any i que necessitava a algú per mantenir les seves notes, i Douglas encara el tenia en molt alta estima, i obedientment va ajudar al seu líder.
Després de l'esclat de la Segona Guerra Mundial, Douglas es va allistar en l'exèrcit canadenc durant la guerra. S'havia ofert com a voluntari per al servei a l'estranger i estava en un esborrany d'homes s'havien de dirigir als granaders de Winnipeg quan un examen mèdic va trobar els seus vells problemes a les cames. Douglas es va quedar al Canadà i els granaders es van dirigir a Hong Kong. Si no fos per aquesta malaltia, el més probable és que hagués estat amb el regiment quan els seus membres van ser assassinats o capturats a Hong Kong el desembre de 1941.

## Primer ministre de Saskatchewan

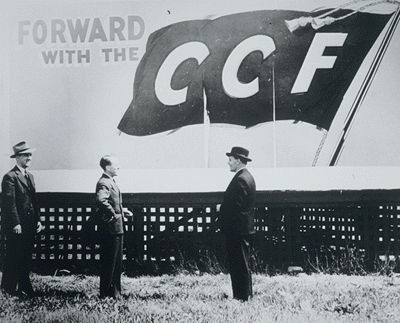
Tommy Douglas dret sota una bandera del CCF, 1944

Tot i ser un membre del Parlament federal i no ser membre de l'assemblea legislativa, Douglas va ser elegit el líder del CCF a Saskatchewan el 1942, però no va renunciar a la Cambra dels Comuns fins a l'1 de juny de 1944. Va dirigir el CCF al poder en les eleccions de 1944 de la província, guanyant 47 dels 53 escons a l'Assemblea Legislativa de Saskatchewan, i formant així el primer govern socialista democràtic, no només al Canadà, sinó també a tota Amèrica del Nord. Com a primer ministre, Douglas va assistir a la coronació de la reina Isabel II el juny de 1953.
Douglas i el CCF de Saskatchewan després van guanyar cinc victòries consecutives essent majoritaris en totes les subsegüents eleccions provincials a Saskatchewan fins a 1960. La major part de les innovacions pioneres del seu govern es va produir durant el seu primer mandat, entre elles:
- la creació de la propietat pública Saskatchewan Power Corp., successora de la Comissió d'Energia Elèctrica Saskatchewan, que va començar un llarg programa d'estendre el servei elèctric a les granges aïllades i llogarets;
- la creació del primer servei canadenc de propietat pública d'assegurances de l'automòbil, l'Oficina d'Assegurances del Govern de Saskatchewan;
- la creació d'un gran nombre d'empreses de la Corona, moltes de les quals competien amb els interessos del sector privat;
- legislació que permetia la sindicació a l'administració pública;
- un programa per oferir assistència hospitalària gratuïta per a tots els ciutadans- la primera al Canadà.
- aprovació de la Llei de Drets de Saskatchewan, la legislació que va obrir un nou camí, ja que protegeix les llibertats i drets fonamentals d'igualtat contra els abusos no només per part d'actors governamentals sinó també per part de les poderoses institucions privades i persones. (El Projecte de Llei dels Drets de Saskatchewan precedí a l'aprovació de la Declaració Universal dels Drets Humans de les Nacions Unides per 18 mesos).

Gràcies a una economia en auge en la postguerra i la prudent gestió financera del tresorer provincial Clarence Fines, el govern Douglas lentament va pagar l'enorme deute públic que va deixar el govern liberal anterior, i va crear un superàvit pressupostari per al govern de Saskatchewan. Juntament amb la promesa del govern federal el 1959 de donar encara més diners per a l'atenció mèdica, es va aplanar el camí per aconseguir el més notable de Douglas, la introducció d'una legislació universal d'atenció a la salut el 1961.

### Medicare
La principal preocupació de Douglas va ser la creació del Medicare. L'estiu de 1962, Saskatchewan va esdevenir el centre d'una lluita molt renyida entre el govern provincial, l'establishment mèdic nord-americà, i els metges de la província, que van portar les coses a un punt mort amb la vaga de 1962 de metges de Saskatchewan. Els metges creien que els seus interessos no estaven sent satisfetes i temien una pèrdua significativa d'ingressos, així com la interferència del govern en les decisions d'atenció mèdica tot i que Douglas va estar d'acord que el seu govern havia de pagar la tarifa pel servei que els metges carregassin. L'establishment mèdic va dir que Douglas podria importar metges estrangers per fer el seu pla de treball i va utilitzar imatges racistes per intentar espantar el públic.
Douglas és àmpliament aclamat com el pare de Medicare, i va aprofitar l'oportunitat per portar la seva causa a l'etapa federal. Així, el 1961, es va retirar del seu càrrec de primer ministre de Saskatchewan i va lliurar el treball a Woodrow Lloyd, prenent el lideratge del nou partit Democràtic federal.
El programa de Saskatchewan va ser llançat finalment pel seu successor, Woodrow Lloyd, el 1962. L'èxit del programa de salut pública de la província de no va passar desapercebut per al govern federal. Un altre polític de Saskatchewan, el recentment elegit primer ministre John Diefenbaker, va decretar el 1958 que qualsevol altra província que tractàs d'introduir un pla d'hospital rebria 50 centaus per dòlar per part del govern federal. El 1962, Diefenbaker nomenà el jutge Emmett Hall—també de Saskatchewan, un jurista notable i membre de la Cort Suprema de Justícia—per presidir una Comissió Reial sobre el Sistema Nacional de Salut, la Comissió Reial sobre serveis de salut. El 1964, la Cort de Justícia recomanà l'adopció a escala nacional del model de Saskatchewan d'assegurança de salut pública. El 1966, el govern minoritari liberal de Lester B. Pearson va crear aquest programa, amb el govern federal pagant el 50% dels costos i les províncies l'altra meitat. Per tant, l'adopció de l'atenció de salut a través del Canadà va acabar sent el treball de tres homes amb diferents ideals polítics - Tommy Douglas, John Diefenbaker i Pearson Lester.

## Líder federal de l'NDP

### Convertint-se en el primer líder del Partit Nou

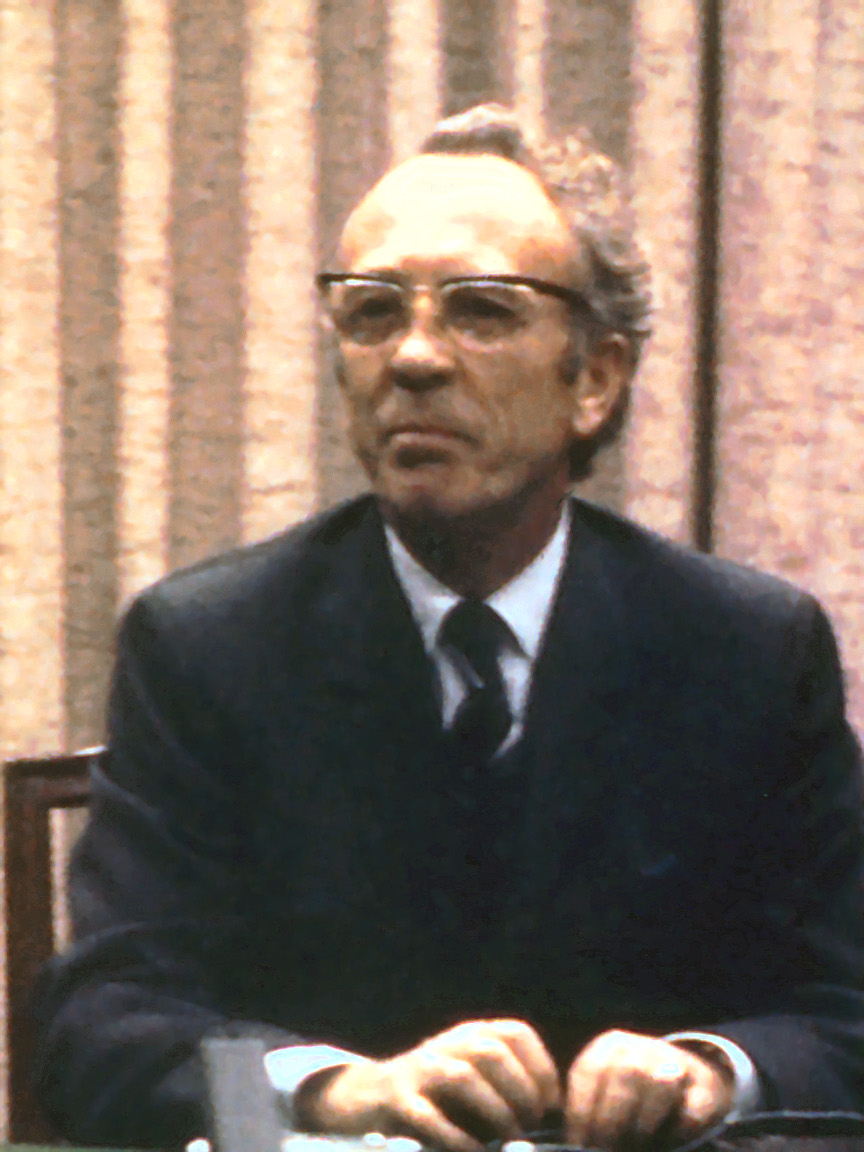
Tommy Douglas, c. 1971

El 1958 les eleccions generals canadenques van ser un desastre per al CCF, amb el seu grup parlamentari reduït a vuit, i el seu líder M.J. Coldwell perdent el seu propi seient, l'executiva del partit sabia que el seu partit s'estava morint i necessitava un canvi radical. Coldwell va ser persuadit per l'executiu del partit de romandre com a líder del partit. Però el partit també necessitava un líder en la Cambra dels Comuns per reemplaçar-lo, perquè òbviament ja no era un membre del parlament. El grup parlamentari del CCF elegí Hazen Argue com el seu nou líder a la Cambra. Durant el període previ a la Convenció de 1960 del CCF, Argue estava pressionant a Coldwell a renunciar. Aquest desafiament de lideratge posava en perill els plans per a una transició ordenada cap al nou partit que estava sent planificat pel CCF i el Congrés Laborista Canadenc. El president nacional David Lewis del CCF— qui va succeir a Coldwell com a president el 1958, quan el president nacional i el President Nacional es van fusionar — i la resta dels organitzadors del nou partit, es van oposar a les maniobres d'Argue, i volien que Douglas fos el primer líder del nou partit Per evitar que els seus plans descarrilassin, Lewis va intentar persuadir a Argue de no forçar una votació en la convenció sobre la qüestió de la direcció del partit. No va tenir èxit. Hi va haver una divisió entre el grup parlamentari i l'executiva del partit a la convenció. Coldwell va fer un pas cap avall com a líder, i Argue el va reemplaçar, convertint-se finalment en el líder del partit nacional.
Ja el 1941, Coldwell volia que Douglas el succeís en la direcció nacional del CCF (en aquest moment, era obvi que Coldwell estaria assumint el lideratge nacional en el futur pròxim). Quan va arribar el moment per formar el "nou partit", el 1961, Coldwell pressionà a Douglas a postular-se per al lideratge. Coldwell no confiava en Argue, i molts en el lideratge del CCF van pensar que ja estava tenint reunions secretes amb els liberals per fusionar el "Partit Nou" amb el Partit Liberal del Canadà. A més, es va pensar per Coldwell i Douglas, que Lewis no seria una alternativa viable a Argue, perquè probablement no podria derrotar-lo, en part a causa de la seva falta d'un escó al Parlament, però també, i probablement més important, perquè el seu paper en la disciplina del partit en els últims anys, li va crear molts d'enemics, prou per impedir-li potencialment guanyar el lideratge. Douglas, després de moltes consultes, amb Coldwell, Lewis i la seva camarilla, es va decidir el juny de 1961 a disputar a contracor el lideratge del nou partit. Va derrotar a Argue el 3 d'agost de 1961, en la primera convenció de la direcció de l'NDP a Ottawa, i va esdevenir el primer líder del nou partit. Sis mesos més tard Argue es va canviar la jaqueta, i va esdevenir liberal.

### Cambra dels Comuns, Acte II
Douglas va renunciar a la política provincial i va promoure la seva candidatura a la Cambra dels Comuns en el districte electoral de Regina City el 1962, però va ser derrotat per Ken More. Més tard va ser elegit en una elecció parcial al districte electoral de Burnaby-Coquitlam, Colúmbia Britànica.
Reelegit diputat per aquest districte a les eleccions de 1963 i 1965, Douglas va perdre el seient de Burnaby-Seymour a les eleccions federals de 1968. Va guanyar un seient de nou en el 1969 per elecció en el districte de Nanaimo-Cowichan-The Islands, després de la mort de Colin Cameron el 1968, i el va tornar a presentar fins que es va retirar de la política electoral el 1979.
Mentre que l'NDP va obtenir millors resultats en les eleccions que el seu predecessor el CCF, el partit no va tenir el gran avanç que havia esperat i no es va veure reconegut fins més tard. Tot i això, Douglas era molt respectat pels membres del partit i els canadencs en general perquè el partit va exercir una influència considerable durant els governs minoritaris de Lester Pearson.

### La Llei de Mesures de Guerra, 1970
L'octubre de 1970 la crisi de l'FLQ de Quebec va posar a Douglas i David Lewis - ara un membre del Parlament - en una situació delicada, amb Lewis essent l'únic diputat de l'NDP amb arrels al Quebec. Ell i Lewis s'oposaven a l'aplicació el 16 d'octubre de la Llei de Mesures de Guerra. La llei, promulgada anteriorment només per a fins de guerra, imposava limitacions extremes en les llibertats civils, i va lliurar a la policia i els militars poders àmpliament expandits per arrestar i detenir els sospitosos, en general amb poca o cap prova. Tot i que estava destinada només per a ser utilitzada al Quebec, com que era legislació federal, era a la força de tot Canadà. Alguns dels serveis de policia, de fora del Quebec, es van aprofitar d'ella per als seus propis fins, que majoritàriament no tenien res ni remotament relacionat amb la situació del Quebec, com Lewis i Douglas sospitaven. Setze dels 20 membres de la bancada parlamentària de l'NDP van votar en contra de l'aplicació de la Llei de Mesures de Guerra a la Cambra dels Comuns.
Els va saber molt de greu ser els únics parlamentaris que votaren en contra. Lewis, en nom del partit en una roda de premsa aquest dia: "La informació que tenim, mostra una situació de fets delictius i conspiració criminal al Quebec. No obstant això, no hi ha informació que va ser intencional, o sospitosa, o planificada insurrecció, que és l'únic, que justifica l'aplicació de la Llei de Mesures de Guerra ". Uns cinc anys més tard, molts dels diputats que van votar a favor de posar-les en pràctica ho van lamentar, i van honrar tard a Douglas i Lewis per la seva postura en contra d'ella. El líder conservador progressista Robert Stanfield va anar tan lluny com per dir que: "Per ser sincer, he admirat a Tommy Douglas i David Lewis, i els seus companys de l'NDP per tenir el valor de votar en contra, tot i que va hi va haver una gran quantitat d'abusos en aquell temps ....Jo no estic preocupat al respecte. No estic orgullós d'això ".

### Acaballs de la carrera i jubilació
Va dimitir com a líder de l'NDP el 1971, però va conservar el seu escó a la Cambra dels Comuns. Al voltant del mateix temps que la convenció de la direcció celebràs el seu reemplaçament, va demanar que el partit no li compràs un regal de comiat elaborat. En canvi, ell i el seu amic i mentor polític M. J. Coldwell van ser honrats pel partit amb la creació de la Fundació Douglas-Coldwell el 1971. Es va exercirar com a crític de l'energia del Pla Nacional de Desenvolupament sota el nou líder, David Lewis. Va ser reelegit en el districte electoral de Nanaimo-Cowichan-The Islands a les eleccions de 1972 i 1974. Es va retirar de la política el 1979 i va servir en el consell d'administració de Husky Oil, una explotació de petroli i gas d'Alberta on tenia participacions Saskatchewan.
El 1980 va ser guardonat amb un Doctorat en Dret, honoris causa per la Universitat de Carleton a Ottawa. El 22 de juny de 1981, Douglas va ser nomenat membre de l'Orde del Canadà com un company pel seu servei com un líder polític, i per ser un innovador en la política. El 1985, va ser guardonat amb l'Orde del Mèrit de Saskatchewan. A la dècada de 1980, la Universitat de Brandon creà un edifici d'estudiants en honor de Douglas i el seu vell amic, Stanley Knowles.
El juny de 1984 Douglas es va lesionar quan va ser colpejat per un autobús, però es va recuperar ràpidament i en els seus 80 anys va afirmar a The Globe and Mail, que habitualment caminava cinc milles al dia. En aquest punt de la seva vida, la seva memòria estava començant a flaquejar i va deixar d'acceptar compromisos per parlar, però va romandre actiu a la Fundació Douglas-Coldwell. Més tard aquest mateix any, va esdevenir membre del Consell Privat de la Reina per Canadà el 30 de novembre.
En Douglas va morir de càncer el 24 de febrer 1986 a l'edat de 81 anys a Ottawa. En un concurs de televisió nacional, realitzada per la Canadian Broadcasting Corporation (CBC) el 2004, va ser coronat "el Més Gran Canadenc" pels espectadors en una votació en línia, gairebé 18 anys després de la seva mort.

## Homenatges
El Park Provincial Douglas, prop del Llac Diefenbaker de Saskatchewan i la presa del riu Qu'Appelle va ser nomenat en honor seu. Una estàtua d'ell, creada per Lea Vivot, va ser erigida a la seva ciutat natal de Weyburn, l'octubre de 2010. Diverses escoles porten el nom d'ell, i una organització d'allotjament d'estudiant Cooperativa a Toronto, Campus Cooperativa Residences Inc., va anomenar una de les seves cases en el seu honor també.

### Representació artística
En les dues mini-sèries de la televisió CBC sobre Pierre Trudeau, i Trudeau & Trudeau II: Maverick in the Making, Douglas és interpretat per Eric Peterson. A la minisèrie biogràfica, Prairie Giant: The Tommy Douglas Story, que es va emetre el 12 i 13 de març de 2006, també a la CBC, Douglas va ser interpretat per Michael Therriault. La pel·lícula va ser ridiculitzada àmpliament pels crítics com històricament inexacta. En particular, la representació a la pel·lícula de James Gardiner, primer ministre de Saskatchewan des de finals de 1920 a mitjans de 1930, va ser objectada pels historiadors polítics i la família Gardiner per ella mateixa. En resposta, la CBC va consultar a un "historiador tercer" per revisar la pel·lícula i la va treure d'emissions futures, incloent-hi aturar totes les vendes per reproducció casolana i educació. Prairie gegant es va mostrar a Àsia al canal Hallmark l'11 i el 12 de juny de 2007.
Douglas també va ser objecte d'un documental de la National Film Board of Canada de 1986 Tommy Douglas: Keeper of the Fame, que va rebre el Gemini Award pel millor guió en un programa documental o sèrie. Douglas va ser esmentar en el documental de Michael Moore Sicko, que va comparar el sistema d'atenció a la salut als Estats Units amb el del Canadà i altres països.

## Faules
"El separador de crema" és una faula, escrita per Douglas, que té com a objectiu explicar les injustícies inherents al sistema capitalista i la seva relació amb el sector agrícola, fent l'analogia que la classe alta aconsegueix la crema, la classe mitjana té la llet sencera i els agricultors i treballadors industrials obtenen una substància aquosa que amb prou feines s'assembla a la llet.
També va ser conegut per la seva narració de la faula de "Mouseland", que compara la majoria dels votants amb els ratolins, i com han de triar qualsevol dels dos gats, negre o blanc, com el seu polític, però mai dels mateixos ratolins: el que significa que els treballadors i els seus interessos generals no seran servits amb l'elecció de polítics rics dels partits Liberal o Conservador (gats blancs i negres), i que només una part de la seva classe (ratolins), originalment el CCF, més tard l'NDP, podria servir els seus interessos (ratolins). Anys més tard, el seu net famós actor de televisió Kiefer Sutherland, creà un vídeo animat de Mouseland utilitzant un discurs de Douglas sobre Mouseland com la seva narració.

## Graus honoraris
Douglas va rebre títols honoraris de diverses universitats, entre ells:
- University of Saskatchewan a Saskatoon, Saskatchewan (LL.D) el 1962[61]
- McMaster University a Hamilton, Ontario (LL.D) el Maig de 1969[62]
- Queen's University a Kingston, Ontario (LL.D) el 27 de maig de 1972[63]
- Universitat de Regina a Regina, Saskatchewan el 1978
- Carleton University a Ottawa, Ontario el 1980
- University of British Columbia a Vancouver, Colúmbia Britànica el 27 de maig de 1981
- Trent University a Peterborough, Ontario (LL.D) el 1983[64]